# Cedegolo
Cedegolo är en ort och kommun i provinsen Brescia i regionen Lombardiet i Italien. Kommunen hade 1 150 invånare (2018).